# Meslay-du-Maine
Meslay-du-Maine – miejscowość i gmina we Francji, w regionie Kraj Loary, w departamencie Mayenne.
Według danych na rok 1990 gminę zamieszkiwało 2418 osób, a gęstość zaludnienia wynosiła 100 osób/km² (wśród 1504 gmin Kraju Loary Meslay-du-Maine plasuje się na 222. miejscu pod względem liczby ludności, natomiast pod względem powierzchni na miejscu 419.).